# Карматское государство
Карматское государство (араб. دولة القرامطة‎) — историческое государство карматов, существовавшее на востоке Аравийского полуострова в X—XI веках.

## История
Карматы были течением шиитов-исмаилитов, которое появилось в 899 году в результате раскола после религиозных реформ Убайдаллаха аль-Махди, основателя династии Фатимидов. Те, кто остались верны прежним принципам, стали известны как карматы (вероятно, по имени Хамдана Кармата, хотя существует версия, что это он взял свой лакаб от имени группы). В том же 899 году миссионеру (даи) исмаилитов Абу Саиду аль-Джаннаби удалось создать самостоятельное государство на востоке Аравии. После смерти Абу Саида бразды правления взяли на себя его потомки.
Карматы промышляли грабительскими набегами, в основном в Ираке. В 906 году они напали на караван, возвращавшийся из Мекки и перебили 20 тысяч паломников. В 919 году карматы разграбили Басру, год спустя — караван паломников-хаджи, в 925 году — Эль-Куфу, а в 929 году осадили даже столицу халифата Багдад. Эти рейды достигли своего пика в 930 году, когда Абу Тахир, сын Абу Саида напал на Мекку во время хаджа, устроил резню паломников и увёз Чёрный камень Каабы в свою столицу в Эль-Хасе (ныне Эль-Хуфуф в Саудовской Аравии) в качестве символа конца эры ислама.
В 931 году Абу Тахир признал молодого перса по имени Абу-ль-Фадль ожидаемым мессией (махди) и сделал его правителем Карматского государства. Катастрофическое 80-дневное правление махди из Исфахана привело к ослаблению основ карматской доктрины и уменьшению их влияния на карматские общины за пределами государства.
В 950 году карматы вернули Чёрный камень в Мекку после того, как Аббасидский халиф выплатил им крупную сумму денег. По другим сведениям, это было сделано по просьбе Фатимидского халифа аль-Мансур Биллаха.
В 968 году карматам удалось нанести поражение войскам Фатимидов в Сирии, в последующие годы они заняли Дамаск, Рамаллу и другие крупные города, но в 972—974 годах были вытеснены оттуда экспедиционным корпусом из Египта. В результате этих войн государство карматов раскололось и потомки Абу Тахира аль-Джаннаби стали править независимо на острове Бахрейн (Уваль) при поддержке Фатимидов.
К 976 году карматов вынудили уйти из Ирака, в 985 году они потеряли контроль над своими владениями в Йемене и Омане. В 987—988 годах была предпринята неудачная попытка набега на Багдад. Завоевания тюрок-сельджуков лишили их возможности проводить грабительские набеги в Ираке.
После смерти Абу Якуба Юсуфа в 977 году власть в стране перешла в руки членов Совета старейшин. В нём возникли враждующие между собой группы, которые объявили претензии на вакантный трон верховного правителя карматов. Эта ситуация усугубилась из-за беспорядков, которые устроили рядовые члены общины, недовольные правящей верхушкой.
Племенная междоусобица в Карматском государстве привела к потере Катара в 1073 году и Бахрейна в 1076 году. Ранее, в 1067 году пал осколок Карматского государства на острове Бахрейн. В 1077 году государство карматов окончательно пало под натиском местных племён под командованием сельджукского полководца Артука бен Эксюка. Общины карматов в других местах, которые всё ещё ждали возвращения «скрытого» мессии, со временем распались или были поглощены исмаилитами, лояльными Фатимидам.
После карматов власть в Восточной Аравии перешла в руки к представителям династии Уюнидов.

## Политическое устройство

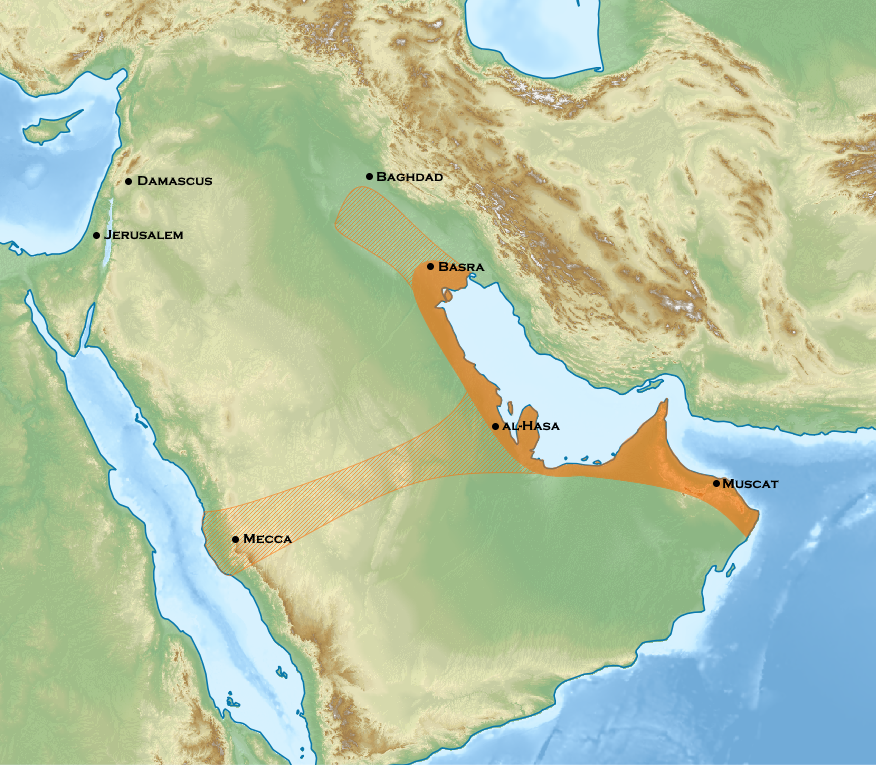
Карматское государство при Абу Тахире аль-Джаннаби

Карматское общество было построено на принципах коммунизма и эгалитаризма, за что некоторые современные авторы прозвали их «большевиками ислама». Всё заработанное карматами поступало в общую казну, а дальнейшим распределением средств занимался Совет старейшин. Наиболее нуждающиеся члены общины могли рассчитывать на помощь из специального фонда. Земля и рабы были в собственности государства, а орудия и средства производства были частной собственностью.
Государственным управлением занимался выборный совет старейшин во главе с верховным правителем. По преданиям коренных бахрейнцев, все 300 сёл и 30 городов этого региона управлялись выборными старшинами. Из числа старшин избиралась ассамблея из 33 человек, которая формировала Совет из трёх человек во главе с духовным лидером и вождём — даи. Во времена правления Абу Мансура Ахмада (944—972) общиной управлял избираемый совет старейшин из шести человек и шесть их помощников. Для принятия решений совет должен был проголосовать единогласно.

### Список правителей
- Абу Саид аль-Джаннаби (899—913)[14]
- Абу-ль-Касим Саид аль-Джаннаби (913—923)[14]
- Абу Тахир аль-Джаннаби (923—931)[12]
- Абу-ль-Фадль аль-Исфахани (931)
- Абу Тахир аль-Джаннаби (931—944)[12]
- Абу Мансур Ахмад (944—972)[12]
- Абу Якуб Юсуф (972—977)[12]
- Совет старейшин (с 977 года)[7]

## Религия
Основатель карматства Хамдан Кармат проповедовал учение о грядущем избавителе, установил коммунизм (Ибн ад-Давадари писал, что это касалось и жён, но насколько правдивы эти сведения — неизвестно), внушил, что обряды и всякие внешние религиозные предписания — излишни, и провозгласил, что исмаилитам Аллах разрешает безнаказанно грабить имущество и проливать кровь своих противников-мусульман. Бахрейнские карматы стояли к исламу ближе, чем южноиракские: принципиально они не отвергали Корана, а объясняли его иносказательно (отсюда их прозвище «батиниты», то есть аллегористы). У карматов не было мечетей, они не совершали молитв и не соблюдали пост в месяц Рамадан, но они разрешали более ортодоксальным мусульманам, жившим среди них, соблюдать свои обычаи.